# Rauiella scita
Rauiella scita là một loài Rêu trong họ Thuidiaceae. Loài này được (P. Beauv.) Reimers miêu tả khoa học đầu tiên năm 1937.